# 黄斑龙胆 (青海)
黄斑龙胆（学名：Gentiana aperta var. aureo-punctata）是龙胆科龙胆属开张龙胆的变种，是中国的特有植物。分布在中国大陆的青海等地，生长于海拔2,900米至3,500米的地区，常生长在草甸和灌丛中，目前尚未由人工引种栽培。